# Phong Dinh (phường)
Phong Dinh là một phường thuộc thành phố Huế.
Phường Phong Dinh được thành lập trên cơ sở sáp nhập toàn bộ diện tích và quy mô dân số của phường Phong Hoà, xã Phong Bình và xã Phong Chương.
Sau sáp nhập, phường có diện tích là 87,17 km² và quy mô dân số là 28.012 người.